# Ken Henry Johnsen
Ken Henry Johnsen (Tønsberg, 28 luglio 1975) è un arbitro di calcio norvegese.

## Carriera
Johnsen rappresenta la divisione di Flint da Tønsberg. Diventò un arbitro di calcio nel 1992 e nel 2004 esordì nella 1. divisjon. Dal 2009 è un arbitro della Tippeligaen.